# Bitka kod Dubice 15. kolovoza 1513.
Bitka kod Dubice bila je bitka hrvatskih snaga pod vodstvom bana i biskupa Petra Berislavića protiv osmanske vojske pod vodstvom bosanskog sandžakbega Junuz-age. Vođena je 15. kolovoza 1513. godine kod Dubice na Uni, a hrvatska je strana ostvarila značajnu pobjedu.